# Хасен Оралтай
Хасен Оралтай (каз. Хасен Оралтай; род. 1933, Тарбагатай, Китай — 14 апреля 2010, Мюнхен) — казахский публицист, журналист, историк и исследователь.

## Биография
Происходит из рода жантекей племени керей.
Родился в Китайской части Тарбагатайских гор. Отец Калибек Хаким являлся одним из членов национально-освободительного движения Восточного Туркестана.
В 1954 году после исхода казахов под руководством отца Хасена попал в Турцию.
В 1968 году был приглашен на работу в Радио «Свобода», С 1988 года по 1995 год руководил Радио «Азаттык». Несколько трудов посвятил движению Алаш-Орды. В том же 1995 году вышел на пенсию.
В 1986 году издал труд, посвященный Декабрьским событиям в Алма-Ате. Был удостоен престижной Национальной медийной премии «Алтын Самрук» Академии журналистики Казахстана в 2007 году.
В Алма-Ате в 2008 году отметил столетие своего отца.
14 апреля 2010 года скончался.